# The Ramanujan Journal
The Ramanujan Journal is een internationaal, aan collegiale toetsing onderworpen wetenschappelijk tijdschrift op het gebied van de wiskunde. Het is vernoemd naar de Indiase wiskundige Ramanujan.
De naam van het tijdschrift wordt in literatuurverwijzingen meestal afgekort tot Ramanujan J. Het wordt uitgegeven door Springer Science+Business Media en verschijnt 7 tot 8 keer per jaar.